# Charka (città)
Charka è una suddivisione dell'India, classificata come census town, di 5.878 abitanti, situata nel distretto di Murshidabad, nello stato federato del Bengala Occidentale. In base al numero di abitanti la città rientra nella classe V (da 5.000 a 9.999 persone).

## Geografia fisica
La città è situata a 24° 27' 10 N e 88° 05' 08 E.

## Società

### Evoluzione demografica
Al censimento del 2001 la popolazione di Charka assommava a 5.878 persone, delle quali 2.621 maschi e 3.257 femmine. I bambini di età inferiore o uguale ai sei anni assommavano a 1.175, dei quali 584 maschi e 591 femmine. Infine, coloro che erano in grado di saper almeno leggere e scrivere erano 2.434, dei quali 1.307 maschi e 1.127 femmine.